# Нови златни хитови
„Нови златни хитови“ је музички албум Слободана Домаћиновића. Албум је изашао 1984. године, у издању Југодиска. На њему се налазе пјесме:
1. Три м’ндруца акум јубеск (Tri mindruca akum jubesk – Три љепојке љубим ја)
2. Ун те дук мај дајка (Un-te duc maj dajka – Куда идеш, мала моја), дует са Бранком Букацић
3. Ињима мја (Injima-mja – Срце моје)
4. М’ндро к’нд не интилним (Mindro kind ne intilnim – Драга, кад се сретнемо)
5. Думинека пен сарат (Dumineka pen sarat – Недељом предвече)
6. Нова Радујевчанка (коло, у извођењу Оркестра Слободана Божиновића)
7. М’ндруљица мја дин сат сат (Mindrulica mia-din sat sat – Љепотице моја из села)
8. Супарата с’нт мајкуца (Suparata sint majkuca – Тужан сам ти, мајко)
9. М’ндро к’нд теој марита (Mindro kind teoj marita – Драга, кад се будеш удала)
10. Влашки дрмеж (коло, у извођењу Оркестра Слободана Божиновића)